# St. Felicitas (Schäfstall)

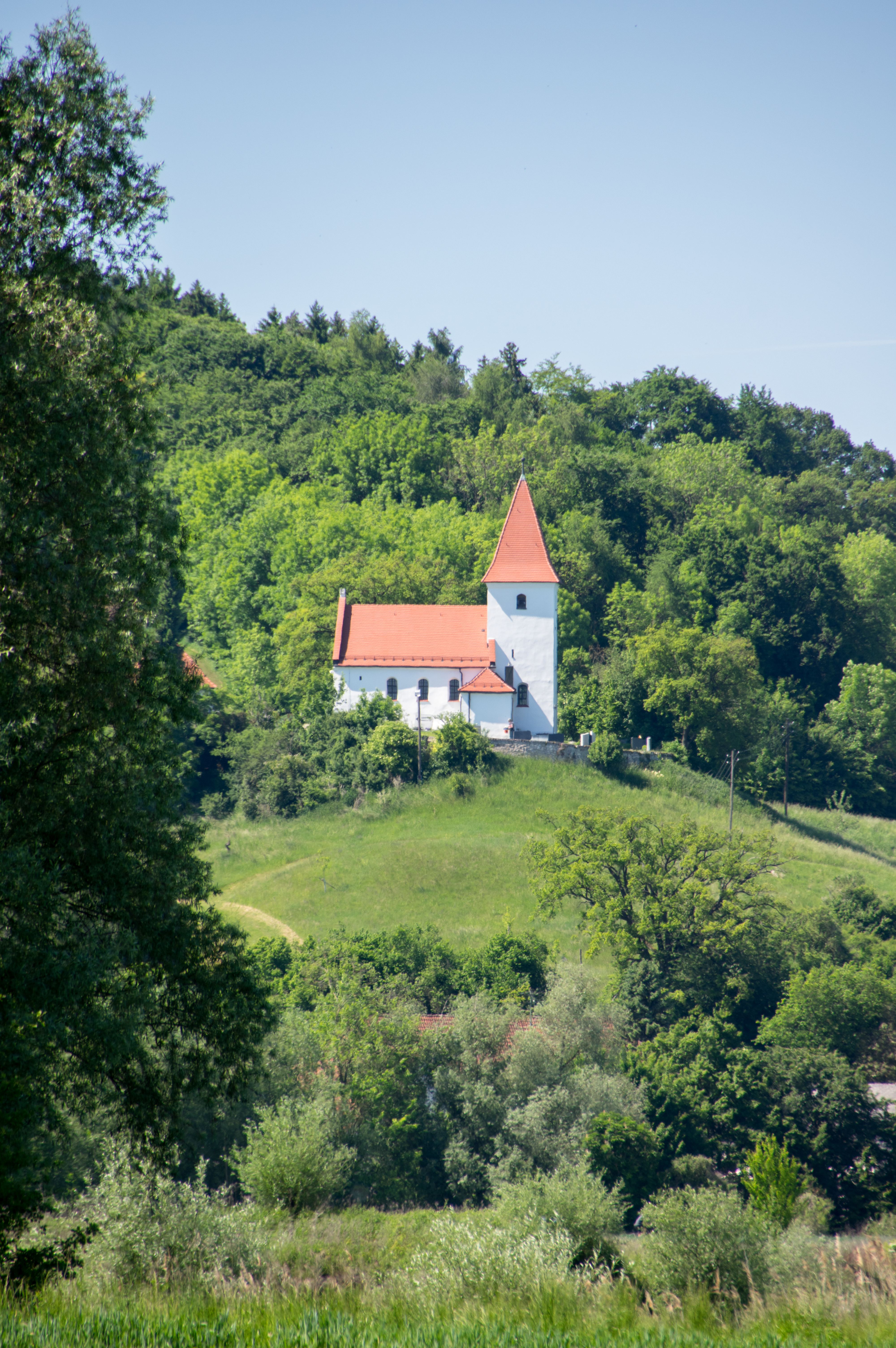
St. Felicitas in Schäfstall

St. Felicitas ist eine römisch-katholische Pfarrkirche in Schäfstall, einem Stadtteil von Donauwörth im Landkreis Donau-Ries in Bayern. Das Bauwerk liegt etwa 400 m vom südlichen Ortsrand entfernt idyllisch oberhalb der Donau. Es ist in der Liste der Baudenkmäler in Donauwörth als Baudenkmal unter der Nr. D-7-79-131-105 eingetragen.

## Pfarrei
Die Pfarrei Schäfstall gehört zur Pfarreiengemeinschaft Donauwörth im Dekanat Donauwörth des Bistums Augsburg.

## Beschreibung
Die Saalkirche besteht aus einem Langhaus und einem Chorturm im Osten. Sie wurde im 13. Jahrhundert erbaut und in der ersten Hälfte des 18. Jahrhunderts verändert. Das Langhaus wurde nach Westen verlängert, die Sakristei in der Südostecke des Schiffes gebaut und der Chorturm mit einem Geschoss aufgestockt und mit einem spitzen Pyramidendach bedeckt.

## Altäre
Der Hochaltar (1740–1750) wird von den Statuen des Florian von Lorch und des heiligen Stephanus flankiert. Auf dem Altarretabel ist die Verherrlichung der Kirchenpatronin Felizitas mit ihren sieben Söhnen dargestellt, darüber die hl. Dreifaltigkeit. In der Muschelnische des nördlichen Seitenaltares befindet sich jetzt eine Herz-Jesu-Figur (früher war hier die Schnitzfigur des hl. Sebastian). Im südlichen Seitenaltar steht eine lebensgroße Muttergottesfigur aus dem Ende des 17. Jahrhunderts, im Augszug eine Heilig-Geist-Taube. Die Fassung der Altäre stammt aus dem 19. Jahrhundert.

## Weitere Ausstattung
Der Taufstein von 1829 ist in die nordöstliche Chorecke eingemauert. Der Kreuzweg ist eine einfache Arbeit und wurde Ende des 18. Jahrhunderts geschaffen. Es sind ferner zwei historische Glocken aus den Jahren 1679 beziehungsweise 1777 vorhanden.

## Fresken
Die Fresken an der Decke des Kirchenschiffs wurden 1919 von Gotthard Bauer geschaffen. Sie halten sich wohl an ältere Muster des 18. Jahrhunderts. Zentral ist die Hinrichtung der Kirchenpatronin St. Felizitas dargestellt, die vier Medaillons zeigen das Martyrium ihrer sieben Söhne.